# 薩卡塞索拉島

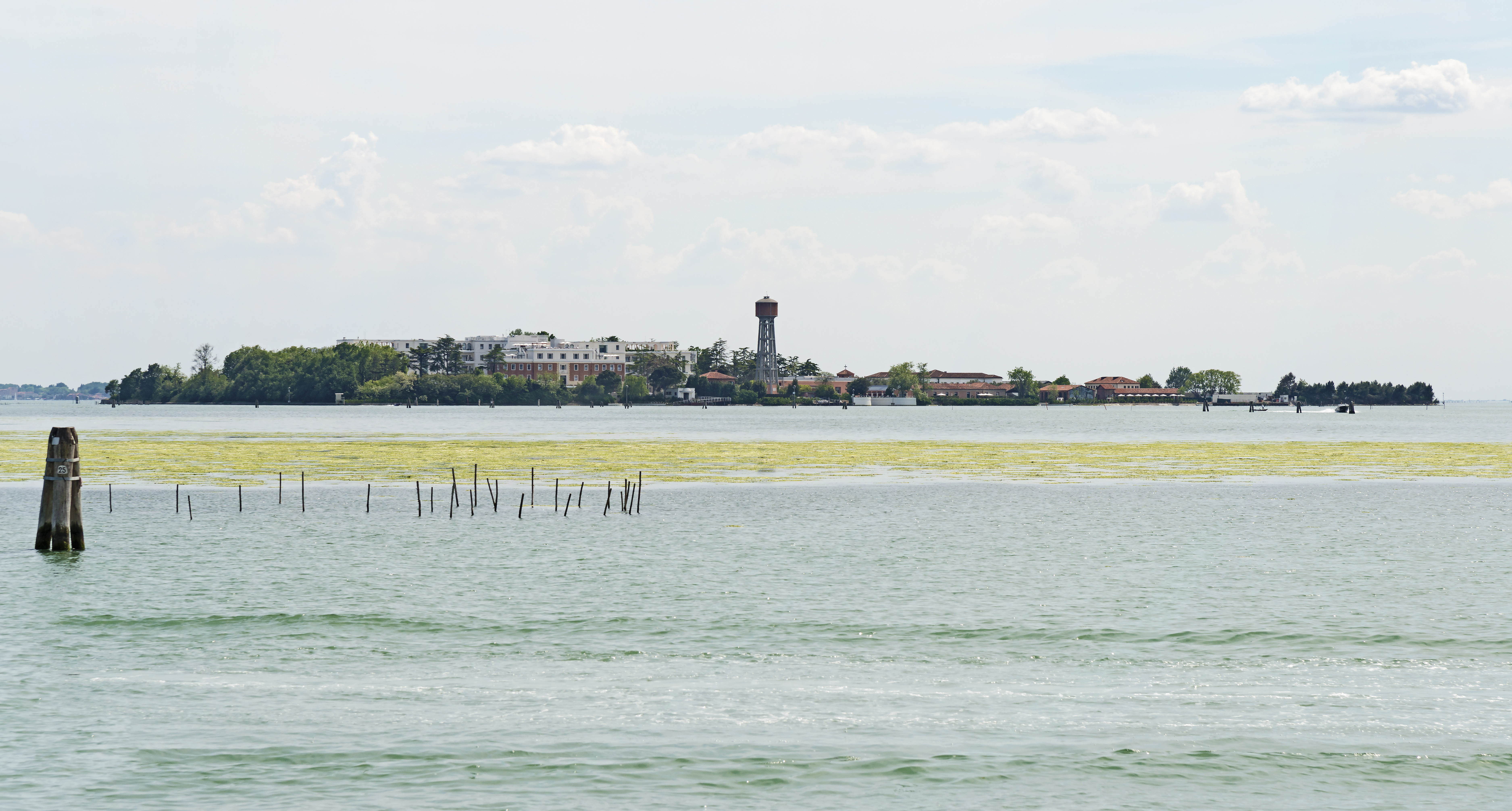

薩卡塞索拉島是意大利的人工島，位於該國北部威尼斯潟湖，長0.52公里、寬0.36公里，面積0.16平方公里，最高點海拔高度4米，該島在1870年建成，現時用作種植蘭花和葡萄，島上無人居住。
45°24′N 12°19′E / 45.400°N 12.317°E